# Centrisme estatunidenc
El centrisme estatunidenc o l'americentrisme, també conegut com a centrisme americà, és una tendència a assumir que la cultura dels Estats Units és més important que la d'altres països o a jutjar les cultures estrangeres segons els estàndards culturals americans. Es refereix a la pràctica de veure el món des d'una perspectiva excessivament centrada en els Estats Units, amb una creença implícita, conscient o inconscientment, en la preeminència de la cultura nord-americana.
Segons Le Monde diplomatique, la nova arquitectura de defensa nord-americana es basarà en tres pilars : «Americentrisme, és a dir, una doctrina de l'ús de forces que maximitzen els interessos nacionals, incloses les operacions conjuntes amb els aliats. En segon lloc, la retenció global o la capacitat de projectar forces en qualsevol lloc, en qualsevol moment i sota qualsevol circumstància. Finalment, la supremacia perpètua, és a dir, l'ús de la ciència, la tecnologia i els recursos econòmics per garantir la superioritat permanent de les forces armades nord-americanes».
El terme s'apropia del concepte d'«excepcionalitat nord-americà», que afirma que els Estats Units són qualitativament diferents d'altres nacions i sovint s'acompanya de la noció que els Estats Units tenen superioritat sobre totes les altres nacions.
Les xarxes de televisió nord-americanes han estat percebudes amb un biaix centrat en els Estats Units en la selecció del contingut. Un altre exemple d'americentrisme és el fort focus que les empreses tenen als mercats nord-americans en relació amb altres. Sovint, els productes produïts i desenvolupats fora dels Estats Units encara es comercialitzen com a típicament nord-americans.
Segons la Comissió Europea, la governança d'Internet i en particular la relacionada amb l'NSA, és massa americana. Va criticar el paper important de la companyia nord-americana ICANN en la seva administració. Al món acadèmic, en aspirar a obtenir un nombre elevat de citacions, criteri quantitatiu d'evaluació de la qualitat del treball, molts científics abandonen la llengua materna i se sotmeten per vanitat o per necessitat als imperatius de l'centrisme anglosaxó o estatunidenc. S'ha criticat la Viquipèdia en anglès per tenir un biaix sistèmic cap a fonts, l'idioma i l'ortografia anglesos dels Estats Units.